# Kergrist-Moëlou

Kergrist-Moëlou este o comună în departamentul  Côtes-d'Armor, Franța. În 1 ianuarie 2022 avea o populație de 636 de locuitori.